# Йордан Икономов (Кукуш)
Йордан Икономов е български революционер, деец на Вътрешната македоно-одринска революционна организация (ВМОРО).

## Биография
Роден е в българския южномакедонски град Кукуш, тогава в Османската империя, днес Килкис, Гърция. Влиза във ВМОРО. Участва в сборната чета на Кръстьо Асенов. След Илинденско-Преображенското въстание се провежда околийски конгрес в Кукуш в 1904 година край Арджанското езеро, на който е избрано ново ръководство на ВМОРО, в което влизат Дино Кирлиев, Никола Петров, Аспарух Измирлиев, Гоце Имов, Тено Цървениванов, Вангел Казански и Христо Янков.
В 1906 година заедно с Колю Петров-Даскала, Мицо Манолов и Милан Танчев по нареждане на управителното тяло пребиват няколко предатели и за това са осъдени на 5 години затвор и лежат в Еди куле в Солун до амнистията след Младотурската революция в 1908 година.